# 함돈균
함돈균(咸燉均, 1973년 ~ )은 대한민국의 문학평론가이다. 1973년에 태어나 고려대학교 국문학과를 졸업하고 동 대학원에서 석사학위와 박사학위를 받았다. 2009년 제4회 「김달진문학상」(젊은비평가상)을 수상했다. 현재 고려대학교 민족문화연구원 HK연구교수로 재직 중이다.

## 약력
2006년 《문예중앙》에 평론 〈아이들, 가족 삼각형의 비밀을 폭로하다〉를 발표하며 비평 활동을 시작했다. 2009년 제4회 「김달진문학상」(젊은비평가상)을 수상했다. 2010년 서울문화재단창작기금(문학비평), 2015년 대산문화재단창작기금(문학비평)을 수혜했다.  《시와반시》 편집위원을 역임했으며, 현재 세교연구소 기획위원, 실천적 생각발명그룹 시민행성 운영위원으로 활동중이며, 고려대학교 민족문화연구원 HK연구교수로 재직 중이다. 기타 여러 공공기관 및 사회기관과 연계하여 교육 활동을 하기도 한다.

## 수상
- 2009년 제4회 「김달진문학상」(젊은비평가상)

## 저서

### 비평집
- 《얼굴 없는 노래》(문학과지성사, 2009)
- 《예외들》(창비, 2012)
- 《사랑은 잠들지 못한다》(창비, 2016)

### 연구서 및 교양서
- 《시는 아무것도 모른다》(수류산방, 2012)
- 《사물의 철학》(세종서적, 2015)
- 《교육의 미래 티칭이 아니라 코칭이다》(세종서적, 2017)